# Gerd Hujahn

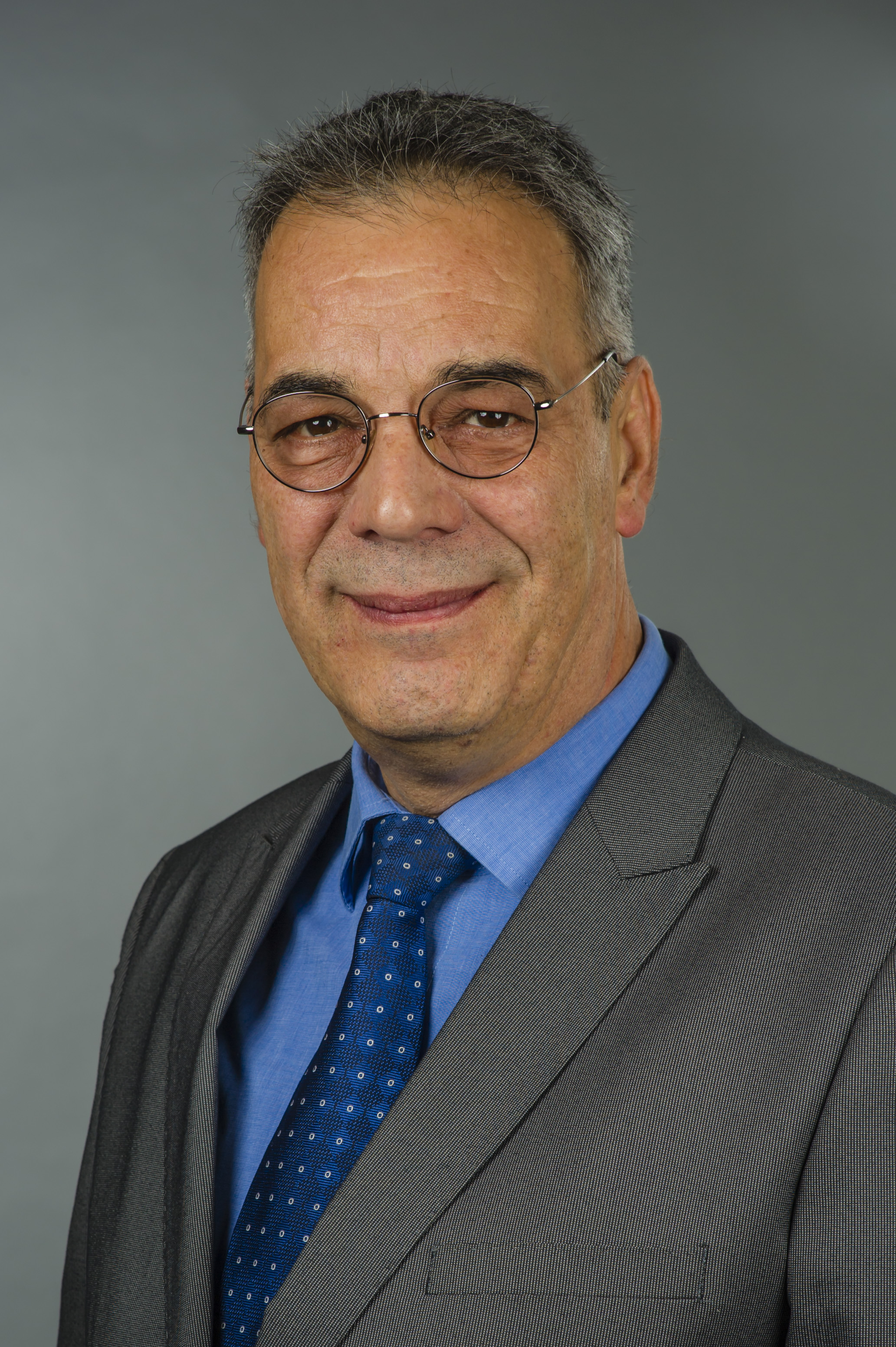
Gerd Hujahn, 2018

Gerd Hans Hujahn (* 31. Juli 1961 in Verden (Aller)) ist ein deutscher Politiker (SPD). Seit November 2017 ist er Abgeordneter im Landtag Niedersachsen.

## Leben
Als 17-Jähriger schlug Gerd Hujahn die Polizeilaufbahn ein. Ab 1990 studierte er Sozialwissenschaften an der Universität Hannover mit Abschluss als Diplom-Sozialwissenschaftler im Jahr 1995. Er war Leiter Einsatz in Hannover und Göttingen, unterrichtete an der Fachhochschule Hann. Münden und wurde Personaldezernent in der Polizeidirektion Göttingen.

## Partei und Politik
Hujahn gehört für die SPD dem Rat der Stadt Hann. Münden an und amtiert als Ortsbürgermeister in Lippoldshausen. Bei der Landtagswahl in Niedersachsen 2017 gewann er das Direktmandat mit 45,0 % der abgegebenen Stimmen im Landtagswahlkreis Göttingen/Münden. Die Wahlbeteiligung betrug 58,6 %. Bei der Landtagswahl in Niedersachsen 2022 konnte er das Direktmandat verteidigen.
Hujahn ist in folgenden Ausschüssen im niedersächsischen Landtag Mitglied.
- Ausschuss für Umwelt, Energie, Bau und Klimaschutz
- Ausschussvorsitzender des Ausschusses für Angelegenheiten des Verfassungsschutzes
- Ausschuss zur Kontrolle besonderer polizeilicher Datenerhebungen
- Unterausschuss „Justizvollzug und Straffälligenhilfe“

Hujahn ist stellvertretender Vorsitzender des SPD-Unterbezirks Göttingen.